# Горний Ключ (Куюргазинський район)
Го́рний Ключ (рос. Горный Ключ, башк. Горный ключ) — присілок у складі Куюргазинського району Башкортостану, Росія. Входить до складу Бахмутської сільської ради.
Населення — 113 осіб (2010; 143 в 2002).
Національний склад:
- башкири — 70%